# 天上人間 (2002年電影)
《天上人間》（英語：Far From Heaven）是2002年美國劇情片，由陶德·海恩斯執導，茱莉安·摩爾、丹尼斯·奎德及丹尼斯·赫柏特等主演。電影以1950年代的美國市郊為背景，描述一名中產階級的家庭主婦在發現丈夫其實是同性戀的同時，亦漸漸愛上了她家黑人園丁的故事。
為了配合電影的年代背景，導演陶德·海恩斯刻意模仿了1950年代名導演道格拉斯·瑟克的風格，特別是《深鎖春光一院愁》及《春風秋雨》。
此片廣受好評，入圍不少奧斯卡金像獎獎項，包括最佳女主角、最佳原創劇本、最佳攝影及最佳配樂，更贏得當屆的獨立精神獎最佳影片獎。

## 另見
- 酷兒電影
- 道格拉斯·瑟克

## 外部連結
- 互联网电影数据库（IMDb）上《天上人間》的资料（英文）
- Box Office Mojo上《天上人間》的資料（英文）